# Wynter Gordon
Wynter Gordon, pseudonimo di Diana Eve Paris Gordon (25 agosto 1988), è una cantautrice statunitense.

## Biografia
Originaria del Queens di New York, ha lavorato dal 2004 con il produttore D'Mile presso la Atlantic Records. Uno dei suoi primi crediti di scrittura è per il brano Gonna Breakthrough di Mary J. Blige, inserito nell'album The Breakthrough (2005).
Nel 2008 coscrive due tracce dell'album Welcome to the Dollhouse delle Danity Kane. Nel 2009 ottiene successo partecipando al singolo Sugar di Flo Rida. Sempre nel 2009 appare nell'album One Love di David Guetta e in particolare nel brano Toyfriend.
Lavora alla scrittura di quattro tracce inserite nell'album Love? di Jennifer Lopez (2011). Nel giugno 2011 pubblica il suo primo album in studio With the Music I Die, che è stato anticipato da due singoli, ossia Dirty Talk e Til Death.
Pubblica tre EP tra il 2012 ed il 2015.
Coscrive e/o coproduce alcuni brani dell'album Lemonade di Beyoncé (2016). Nel luglio 2016 pubblica il brano The Legend Of a nome Diana Gordon.

## Discografia

### Album in studio
- 2011 - With the Music I Die

### EP
- 2010 - The First Dance
- 2011 - With the Music I Die
- 2012 - Human Condition: Doleo
- 2013 - Human Condition: Sanguine
- 2015 - Five Needle

### Singoli
- 2010 - Dirty Talk
- 2011 - Til Death
- 2011 - Buy My Love
- 2012 - Still Getting Younger
- 2015 - Bleeding Out
- 2016 - The Legend Of (come Diana Gordon)
- 2016 - Woman (come Diana Gordon)